# Deu Mamonas no Funk
Deu Mamonas no Funk é um álbum tributo aos Mamonas Assassinas, lançado pelo selo Universal Music em 2017. O álbum foi produzido e remixado pelo DJ Marlboro, que reuniu vários artistas do funk carioca para regravar os sucessos do histórico disco Mamonas Assassinas, de 1995 (o único lançado pelo grupo de Guarulhos em vida). Das 14 músicas gravadas pelo grupo guarulhense no álbum de 1995, apenas 5 canções ("Jumento Celestino", "Uma Arlinda Mulher", "Cabeça de Bagre II", "Débil Metal", e "1406") não ganharam as batidas de funk carioca.
Segundo o DJ Marlboro, "o projeto nasceu de uma conversa com o MC Formiga, depois de perceber que havia uma lacuna aberta de humor musical no funk. Como fãs do Mamonas Assassinas, tivemos a ideia de juntar alguns artistas do funk e regravar o memorável e histórico disco deles. Levamos mais de um ano para concretizarmos o projeto, pois queríamos fazer com todo o carinho e dedicação que as músicas merecem. E agora ele está pronto para a galera curtir, dançar e se divertir, matando a saudade do grupo que marcou a história da música brasileira".

## Faixas
| N.º | Título              | Compositor(es)                               | Interpretada por                                                 | Duração |  |
| 1.  | "Vira-Vira"         | Dinho, Júlio Rasec                           | MC Formiga                                                       | 2:08    |  |
| 2.  | "Pelados em Santos" | Dinho                                        | MC Créu                                                          | 3:36    |  |
| 3.  | "Robocop Gay"       | Dinho, Júlio Rasec                           | MC Maromba                                                       | 3:03    |  |
| 4.  | "Bois Don't Cry"    | Dinho                                        | MC Serginho                                                      | 3:03    |  |
| 5.  | "Sabão Crá-Crá"     | (música folclórica)                          | SD Boys                                                          | 3:16    |  |
| 6.  | "Chopis Centis"     | Dinho, Júlio Rasec                           | MC Preto                                                         | 2:34    |  |
| 7.  | "Lá Vem o Alemão"   | Dinho, Júlio Rasec                           | MC Maromba e Wellington do SD Boys                               | 3:13    |  |
| 8.  | "Mundo Animal"      | Dinho                                        | MC Serginho & MC Créu                                            | 3:33    |  |
| 9.  | "Sábado de Sol"     | Pedro Knoedt, Felipe Knoblitch, Rafael Ramos | MC Serginho, MC Créu, SD Boys, MC Maromba, MC Formiga & MC Preto | 2:34    |  |